# Jarosław Borek
Jarosław Borek – polski perkusista jazzowy i rozrywkowy.

## Kariera muzyczna
Przez wiele lat związany był z wrocławskim środowiskiem muzycznym, gdzie współpracował m.in. z grupą Terra i zespołami Jacka Telusa – Poerox (album Systemy – nagrany m.in. z udziałem saksofonisty Włodzimierza Wińskiego i basisty Marka Błaszczyka z którym wielokrotnie współpracował) i Jacques de Lousse (albumy Nie jestem... i Ballada o długim nożu). Uczestniczył także w projektach muzycznych Tadeusza Nestorowicza – zarówno tych sygnowanych jego nazwiskiem (album Człowiek pyta), jak i zespołów Nestor Band (album Jazz nie dla każdego, m.in. z udziałem gitarzysty Janusza Konefała i koncerty m.in. w Jazz Klubie Rura) i Orkiestra Tadeusza Nestorowicza (Głos złotej trąbki). Ponadto koncertował i nagrywał m.in. z: Mieczysławem Szcześniakiem, Zbigniewem Wodeckim, Olgą Bończyk, Jackiem Zielińskim, Elżbietą Adamiak (album Do Wenecji stąd dalej co dzień), Beatą Bednarz, Andrzejem Cierniewskim, Andrzejem Gąsiorowskim (Andre Gasiorowski) i z wieloma innymi. Występował na Krajowym Festiwalu Piosenki Polskiej w Opolu, Jazz Jamboree, Jazzie nad Odrą i Bluesie nad Bobrem. Brał także udział w Zaduszkach Muzycznych (m.in. w 2015 roku z zespołem Jacques de Lousse w składzie, który wraz z nim współtworzyli: Jacek Telus – śpiew, gitara i Władysław Kwaśnicki – saksofon, instrumenty klawiszowe). Nagrywał jako muzyk sesyjny w Polskim Radiu Wrocław i Deo Recordings Studio w Wiśle. Współpracuje z Państwową Szkołą Muzyczną I Stopnia im. Witolda Lutosławskiego w Bolesławcu, jako nauczyciel gry na instrumencie.